# Uovo livornese

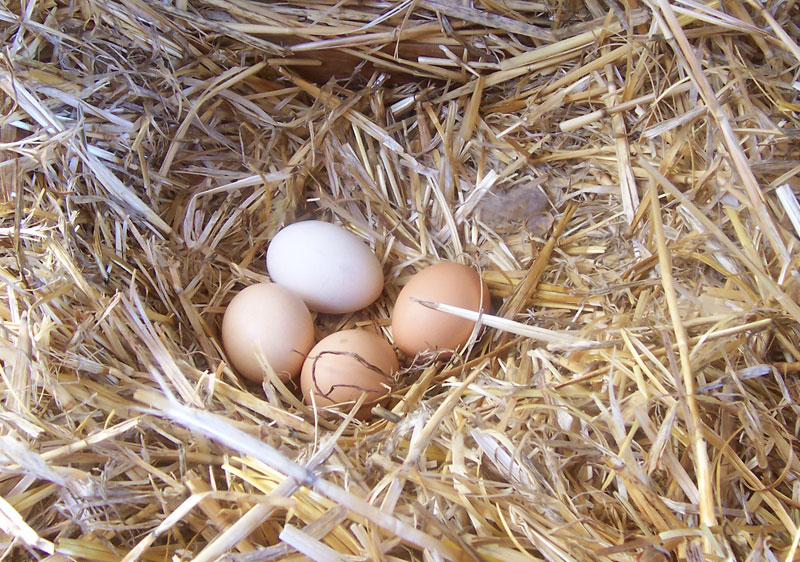
Un uovo livornese tra quelli commerciali ibridi

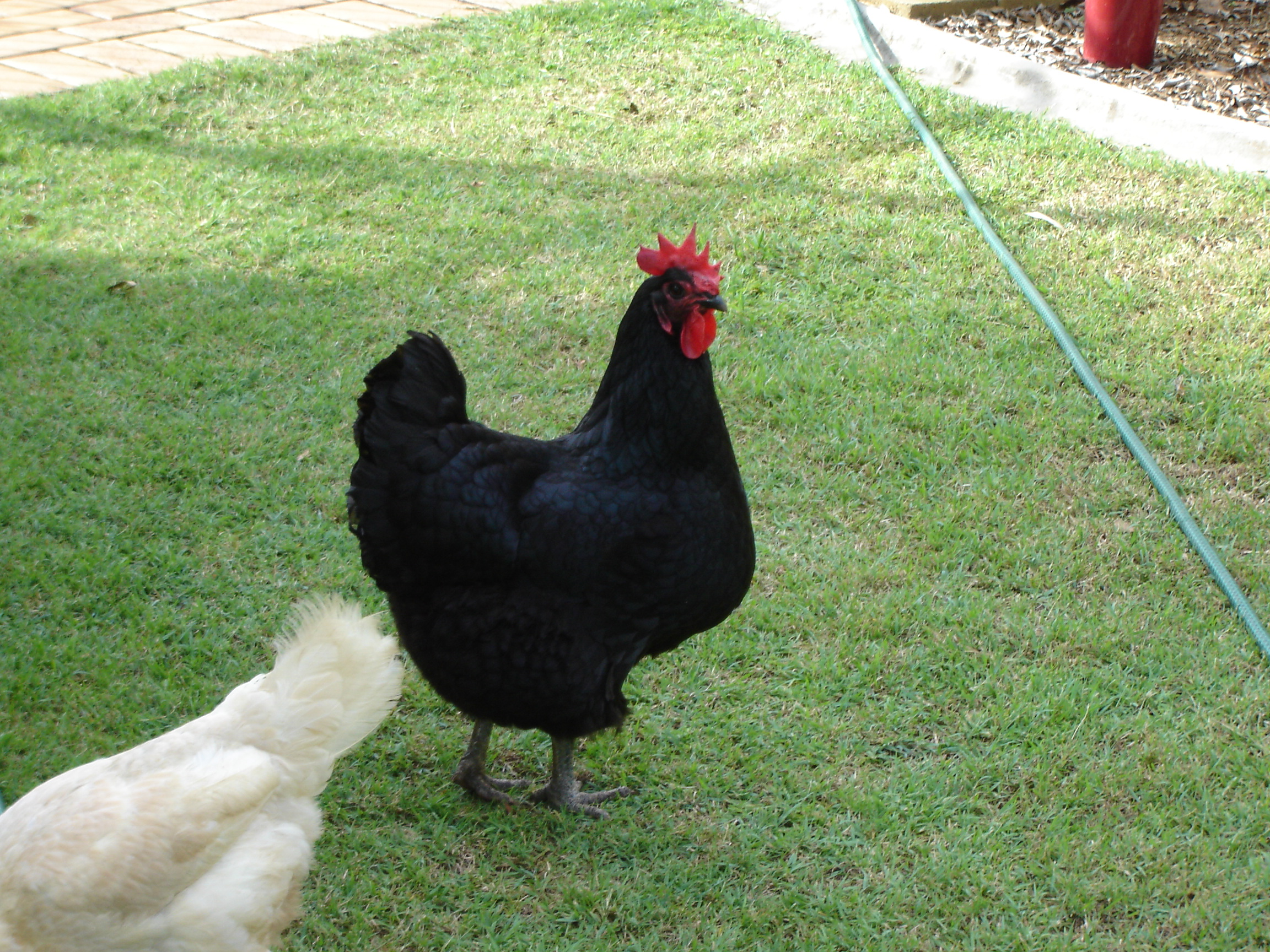
La Gallina Orpington depone uova di colore bruno

Le uova deposte dalle galline livornesi  sono le più comuni e conosciute uova dal guscio bianco. 
Si crede che il colore bianco del guscio indichi un minor contenuto di colesterolo o di grassi rispetto alle uova marroni. Il colore in effetti non incide in alcun modo sulle proprietà nutrizionali dell'uovo, che risultano identiche a quelle delle altre razze. 
La colorazione del guscio dipende dal fatto che poco prima della deposizione una particolare ghiandola secerne un liquido lubrificante la cui composizione varia da razza a razza  e all'interno di questa tra gallina e gallina per cui una stessa gallina può deporre uovo dalla colorazione più o meno intensa.